# Excitabilidad neuronal
La excitabilidad neuronal es la capacidad de las neuronas de cambiar su potencial eléctrico y transmitir este cambio a través de su axón.  La excitación neuronal se produce mediante un flujo de partículas cargadas a través de la membrana, lo cual genera una corriente eléctrica de modo que depende de la existencia de distintas concentraciones de iones a ambos lados de la membrana celular y de la capacidad de transporte activo a través de estas membranas para generar una diferencia de potencial electroquímico dentro y fuera de la célula.

## Características celulares
La membrana de las células está polarizada, debido a que hay un reparto desigual de cargas eléctricas entre el interior y el exterior de la célula. Esto crea una diferencia de potencial, siendo el exterior positivo respecto al interior. En el exterior, en el líquido intersticial, el anión más abundante es el cloro. En el citoplasma, los aniones más abundantes son las proteínas, que en el pH celular se ionizan negativamente.
El catión más abundante en el líquido intersticial es el sodio, y en el citoplasma el potasio y la mayor parte de los cambios en el potencial son debidos al intercambio de estos iones.

## Estímulo de excitación
La representación gráfica de la variación de potencial respecto al tiempo es el potencial de acción. La cantidad de estímulo necesario para provocar la actividad de una neurona, se denomina umbral de excitabilidad. Alcanzado este umbral, la respuesta es un potencial de acción independiente del estímulo. Es decir, sigue la ley del todo o nada. Esto es debido a los canales activados por voltaje de sodio.
Durante la despolarización, la neurona no es excitable y se dice que está en periodo refractario absoluto. Durante la hiperpolarización subsiguiente, la neurona es parcialmente excitable, parcialmente refractaria, es decir, que se precisa un estímulo más intenso para provocar un nuevo potencial de acción, ya que ha aumentado el umbral de excitabilidad.